# María Rocío Álvarez
María Rocío Álvarez López (El Sabinar, Murcia, 1944) es una inmunóloga y científica española. Dirigió la Unidad de Inmunología del Hospital Clínico Universitario Virgen de la Arrixaca, por lo que es reconocida como la primera mujer en ser jefa de servicio de un hospital en Murcia. Fue nombrada en 2024 como Murciana del Año.

## Trayectoria
Nació en la pedanía de El Sabinar en Moratalla, Murcia, en una familia de agricultores. Estudió en el Colegio Cervantes de la Consolación en Caravaca de la Cruz y continuó su formación en Granada, donde se graduó como doctora en Farmacia y se especializó en Análisis Clínicos y en Inmunología. Al terminar sus estudios, estableció su propia farmacia. También, fue becaria y profesora ayudante de Biología en la Universidad de Murcia. Más tarde fue becada para trabajar dos años en París, con Jean Dausset, Premio Nobel de Medicina e impulsor de los primeros trasplantes en el Hospital Saint Louis.
Álvarez lideró la creación de la primera Unidad de Inmunología en el Hospital Clínico Universitario Virgen de la Arrixaca, convirtiéndose en la primera mujer en acceder al cargo de Jefa de Servicio en un hospital en Murcia, y creó la unidad de trasplante de órganos y tejidos de la Región de Murcia. Durante esta etapa trabajó con la nefróloga Luisa Jimeno. Participó en el primer trasplante de riñón que se hizo en Murcia el 30 de julio de 1985 y fue la primera en diagnosticar gammapatías monoclonales, mieloma múltiple y enfermedades autoinmunes a través de estudios inmunoquímicos.
Como investigadora ha coordinado más de veinte programas, fue directora del área VI del Instituto de Investigación Biosanitaria (IMIB) y formó parte del equipo de Hematología, Trasplante Hematopoyético y Terapia Celular de la Universidad de Murcia. También, inició, junto al médico Alfredo Minguela, una aplicación al estudio del cáncer de vejiga.
Es catedrática extraordinaria de Inmunología en la Universidad Católica San Antonio de Murcia (UCAM) y académica de número de la Real Academia de Medicina y Cirugía y de la Academia de Farmacia Santa María de España de la Región de Murcia.
Álvarez se jubiló en 2024.

## Reconocimientos
Es reconocida como una pionera en el ámbito de la medicina murciana, por haber introducido la inmunología en la región, participando en el primer trasplante de riñón y siendo la primera en diagnosticar el mieloma múltiple y enfermedades autoinmunes. Es Investigadora Honorífica en el Grupo de inmunología e inmunotolerancia en trasplantes y enfermedades de base inmunológica del IMIB.
En 2023 recibió el título de Hija Adoptiva de Caravaca de la Cruz y un año más tarde, en 2024, el de Murciana del año. El mismo año recibió el premio Cerebros de Oro que otorgan las consejerías de Salud y de Política Social, Familias e Igualdad de Murcia.